# Spatalla ericoides
Spatalla ericoides är en tvåhjärtbladig växtart som beskrevs av Henry Phillips. Spatalla ericoides ingår i släktet Spatalla och familjen Proteaceae. Inga underarter finns listade i Catalogue of Life.